# Foreshadow
Foreshadow és el nom d'un problema de seguretat causat pel maquinari d'alguns sistemes informàtics descobert a principis de 2018 i fet públic l'agost del mateix any.

## Vulnerabilitat
Aquesta vulnerabilitat aprofita l'execució especulativa dels processadors Intel per accedir a informació sensible emmagatzemada a ordinadors personals o sistemes al núvol. Hi ha dues versions: la primera versió (original/Foreshadow) (CVE-2018-3615) ataca unes extensions de privacitat d'Intel anomenades SGX; la segona versió (next-generation/Foreshadow-NG) (CVE-2018-3620 i CVE-2018-3646) ataca a màquines virtuals, hipervisors, memòria del sistema operatiu i la memòria del Mode de gerència de sistema (System Management Mode o SMM). Intel considera aquests atacs que aprofiten vulnerabilitats de l'execució especulativa com "L1 Terminal Fault (L1TF)".

## Història
Dos grups diferents d'investigadors van trobar la vulnerabilitat de forma independent: un equip belga de la KU Lueven va informar a Intel el 3 de gener de 2018; el segon equip format per l'institut Technion, Universitat d'Adelaida i la Universitat de Michigan va informar el 23 de gener de 2018.
El 16 d'agost de 2018 uns investigadors van presentar els detalls tècnics de la vulnerabilitat a la conferència de seguretat d'Usenix amb el títol "Foreshadow: Extracting the Keys to the Intel SGX Kingdom with Transient Out-of-Order Execution".

## Maquinari afectat
Aquesta vulnerabilitat és similar a la vulnerabilitat Spectre que afectava els processadors Intel i AMD i a la vulnerabilitat Meltdown que afecta els processadors Intel. En aquest cas, els productes AMD no estan afectats. Aquesta vulnerabilitat pot accedir a sistemes que les anteriors no poden, inclús és capaç pot accedir a memòria en sistemes amb la tecnologia SGX i pot arribar a afectar tots els models de processador d'Intel fabricats els set anys anteriors.
S'ha publicat una llista provisional dels processadors afectats:
- Processador Intel Core i3/i5/i7/M (45nm and 32nm)
- 2ª, 3ª, 4ª, 5ª, 6ª, 7ª i 8ª generació de processadors Intel Core
- Sèrie Intel Core X per plataformes Intel X99 i X299
- Processadors Intel Xeon series 3400/3600/5500/5600/6500/7500
- Famílies v1/v2/v3/v4/v5/v6 del processador Intel Xeon E3
- Famílies v1/v2/v3/v4 del processador Intel Xeon E5
- Famílies v1/v2/v3/v4 del processador Intel Xeon E7
- Família del processador Intel Xeon Scalable
- Processador Intel Xeon D (1500, 2100)

## Impacte
Foreshadow és similar a les vulnerabilitats Spectre I Meltdown i aprofitant aquesta vulnerabilitat es pot:
- Aplicacions malicioses que poden accedir a dades de la memòria del sistema operatiu o d'altres aplicacions.
- Una màquina virtual maliciosa pot accedir a memòria d'una altra màquina virtual o a dades dins la memòria d'altres màquines virtuals.
- Software executant-se fora de SSM pot accedir dades dins de la memòria SSM.
- Software executant-se fora de l'enclavament SGX o dins a qualsvol enclavament pot accedir a dades de qualsevol altre enclavament.

Segons un dels descobridors de la vulnerabilitat, això "pot fer col·lapsar tot l'ecosistema SGX".

## Actualitzacions
Foreshadow pot ser molt difícil d'explotar i fins a la data (agost de 2018) no hi ha evidències de cap ús malintencionat d'aquesta vulnerabilitat. Tot i això, ràpidament es van publicar actualitzacions per diferents sistemes i alguns fabricants van afirmar que els patch per les vulnerabilitat Spectre i Meltdown podien ajudar contra aquest nou atac. Segons Intel, els nous processadors basats en la nova microarquitectura "Cascade Lake" solucionaran aquest tipus de problemes.